# Рудный Алтай (газета)
«Ру́дный Алта́й» — восточно-казахстанская областная общественно-политическая газета. Издаётся с 10 апреля 1918 года.

## История

### Газета во времена СССР
В период с октября 1917 года — начала образования большевистской организации, до середины марта 1918 года — установления советской власти в Усть-Каменогорске были созданы условия, при которых стала возможной организация первой коммунистической газеты в уезде. Точная дата выхода первого номера газеты «Голос Алтая» неизвестна. Можно лишь предположить, что это было 10 апреля. Газета имела формат намного меньше нынешних областных газет. Печаталась на обёрточной бумаге на двух страницах. Разнообразная вёрстка, удачный подбор шрифтов, заголовочных и текстовых, выделение наиболее важных материалов — всё говорит о том, что орган Совдепа верстался знатоком своего дела, а типография располагала богатой полиграфической базой.
Первоначально «Голос Алтая» печатался в типографии Горлова, позже она была национализирована и стала называться Народной. После июньского переворота 1918 года газета перестала выходить, а редактор В. А. Куратов расстрелян. В 1919 году после окончательного установления советской власти в городе уездный комитет РКП(б) приступил к созданию своей газеты. Первым редактором новой газеты стал П. П. Бажов. До марта 1920 года газета называлась «Известия Усть-Каменогорского революционного комитета», затем была переименована в «Советскую власть». Это был орган усть-каменогорского уездного комитета РКП(б), уездного революционного совета и городского комитета РКП(б).
Осенью 1921 года в связи с отъездом П. П. Бажова редактором стал известный писатель Казахстана Н. И. Анов (Иванов).
Лишь в 1923 году вышел первый номер газеты «Смычка». Такое необычное название означает, что газета призвана стать смычкой между городом и деревней. За один год своего существования «Смычка» старалась привлечь в газету новые силы, особенно из сельской местности, подготовить новых кадров. На 101 номере газета вновь начала выходить с новым названием: «Крестьянский труд». Это газета пользовалась большой популярностью у народа, каждую неделю редакция газеты получала 300—400 писем от сельских корреспондентов. За три года газета в несколько раз увеличила свои тиражи.
Преемницей «Крестьянского труда» стала газета «Прииртышский коммунар», которая издавалась в тридцатые годы (с 1930 по 1939 гг.).
Когда Усть-Каменогорск стал центром Восточно-Казахстанской области в 1939 году выходит первая областная газета «Большевик Алтая». Она освещала жизнь страны в суровые военные годы, и мирный созидательный труд.
31 марта 1963 года за № 65 газета «Большевик Алтая» вышла под новым названием — «Знамя коммунизма». С 1 мая 1963 года газета получила новое название, которое знакомо современному читателю — «Рудный Алтай». Только недельный тираж газеты составляет 43 131 экз.
В фонде ВК областной библиотеки им. А. С. Пушкина имеются подшивки с 1940 года.

### Газета в Казахстане
Сегодня областная газета «Рудный Алтай», учредителем которой является аким Восточно-Казахстанской области, является одной из наиболее тиражных информационных газет региона. Выходит три раза в неделю на 8—24 полосах формата А3 в чёрно-белом цвете.